# Тиран-малюк червонодзьобий
Тиран-малюк червонодзьобий (Zimmerius cinereicapilla) — вид горобцеподібних птахів родини тиранових (Tyrannidae). Цей рідкісний вид мешкає в Андах.

## Опис
Довжина птаха становить 11,5-12 см, вага 11-13 г. Верхня частина тіла темно-оливкова, груди світло-оливкові, живіт жовтуватий. Лоб, тім'я і щоки сірі. Крила сірі. Дзьоб зверху чорний, знизу пурпуровий. Райдужки жовті.

## Поширення і екологія
Червонодзьобі тирани-малюки мешкають на східних схилах Анд, переважно в Перу, а також в департаменті Ла-Пас на півночі Болівії і локально в Еквадорі. Вони живуть у вологих гірських і рівнинних тропічних лісах, на узліссях і галявинах. Зустрічаються на висоті від 750 до 1350 м над рівнем моря. Живляться переважно комахами. а також плодами, зокрема омелою.

## Збереження
МСОП класифікує цей вид як вразливий. Їм загрожує знищення природного середовища.